# Меттен, Гийом
Гийом Меттен (фр. Guillaume Metten; 19 июля 1938, Аржанто, ныне в составе города Визе — 13 ноября 2020, Иксель) — бельгийский дипломат.

## Карьера
Окончил школу Сен-Аделен в Визе.
Поступил на дипломатическую службу в 1965 году. В 1967—1970 гг. занимал должность атташе в посольстве Бельгии в Республике Конго, в 1971—1972 гг. секретарь посольства Бельгии в Турции, в 1972—1975 гг. первый секретарь посольства Бельгии в Руанде. Затем в течение двух лет занимал должность советника в министерстве иностранных дел, сотрудничества и развития. В 1977—1980 гг. советник посольства Бельгии в Польше, в 1981—1982 гг. советник-посланник в посольстве Бельгии в Японии. В 1982—1985 гг. заместитель руководителя аппарата министра иностранных дел Бельгии Лео Тиндеманса.
В 1985 году занял первую посольскую должность, представляя Бельгию в семи западноафриканских странах, с резиденцией в Дакаре. Находился на этом посту до 1989 года, после чего в 1989—1992 гг. был послом Бельгии в Марокко и по совместительству в Мавритании. В дальнейшем в 1995—1999 гг. посол в Индии (и по совместительству в Непале, Бутане, Шри-Ланке и на Мальдивских островах). Последний дипломатический пост Меттена — должность посла Бельгии в Иране (1999—2003).
Выйдя на пенсию, некоторое время занимал должность вице-президента в Европейском институте международного права и международных отношений — независимой исследовательской организации, базирующейся в Париже и Брюсселе. В 2011 году стал одним из семи бывших европейских послов в Иране, подписавших открытое письмо с призывом не препятствовать мирной ядерной программе Ирана.